# Herrarnas scullerfyra i rodd vid olympiska sommarspelen 2008
Herrarnas scullerfyra i rodd vid olympiska sommarspelen 2008 avgjordes mellan den 9 och 16 augusti 2008.

## Medaljörer
| Gren        | Guld                                                                | Silver                                                                  | Brons                                                                       |
| Scullerfyra | Polen Konrad Wasielewski Marek Kolbowicz Michał Jeliński Adam Korol | Italien Luca Agamennoni Simone Venier Rossano Galtarossa Simone Raineri | Frankrike Jonathan Coeffic Pierre-Jean Peltier Julien Bahain Cédric Berrest |

## Resultat

### Heat

#### Heat 1
| Placering | Roddare                                 | Land       | Tid          | Noteringar |
| --------- | --------------------------------------- | ---------- | ------------ | ---------- |
| 1         | Morgan, McRae, Long, Noonan             | Australien | 5:36,20 (WB) | SA/B       |
| 2         | Agamennoni, Venier, Galtarossa, Raineri | Italien    | 5:36,42      | SA/B       |
| 3         | Morgatjev, Fedorovtsev, Salov, Spinev   | Ryssland   | 5:39,18      | SA/B       |
| 4         | Taimsoo, Latin, Kuzmin, Raja            | Estland    | 5:42,22      | R          |
| 5         | Vitasek, Dolecek, Hanak, Jirka          | Tjeckien   | 6:00,98      | R          |

#### Heat 2
| Placering | Roddare                                    | Land      | Tid     | Noteringar |
| --------- | ------------------------------------------ | --------- | ------- | ---------- |
| 1         | Wasielewski, Kolbowicz, Jelinski, Korol    | Polen     | 5:38,76 | SA/B       |
| 2         | Coeffic, Peltier, Bahain, Berrest          | Frankrike | 5:41,75 | SA/B       |
| 3         | Lemiasjkevitj, Novikau, Sjurmei, Radzevitj | Belarus   | 5:43,73 | SA/B       |
| 4         | Cascaret, Concepcion, Fournier, Hernandez  | Kuba      | 5:44,68 | R          |

#### Heat 3
| Placering | Roddare                                   | Land      | Tid     | Noteringar |
| --------- | ----------------------------------------- | --------- | ------- | ---------- |
| 1         | Gryn, Pavlovskji, Lykov, Bilousjtjenko    | Ukraina   | 5:40,11 | SA/B       |
| 2         | Krüger, Bertram, Gruhne, Schreiber        | Tyskland  | 5:43,48 | SA/B       |
| 3         | Hughes, Stitt, Schroeder, Gault           | USA       | 5:45,77 | SA/B       |
| 4         | Zupanc, Jer, Jurse, Jan, Jurse, Fistravec | Slovenien | 5:57,02 | R          |

### Återkval
| Placering | Roddare                                   | Land      | Tid     | Noteringar |
| --------- | ----------------------------------------- | --------- | ------- | ---------- |
| 1         | Taimsoo, Latin, Kuzmin, Raja              | Estland   | 6:01,46 | SA/B       |
| 2         | Cascaret, Concepcion, Fournier, Hernandez | Kuba      | 6:03,56 | SA/B       |
| 3         | Vitasek, Dolecek, Hanak, Jirka            | Tjeckien  | 6:04,95 | SA/B       |
| 4         | Zupanc, Jer, Jurse, Jan, Jurse, Fistravec | Slovenien | 6:12,64 |            |

### Semifinaler A/B

#### Semifinal A/B 1
| Placering | Roddare                                    | Land       | Tid     | Noteringar |
| --------- | ------------------------------------------ | ---------- | ------- | ---------- |
| 1         | Wasielewski, Kolbowicz, Jelinski, Korol    | Polen      | 5:51,29 | FA         |
| 2         | Morgan, McRae, Long, Noonan                | Australien | 5:52,93 | FA         |
| 3         | Krüger, Bertram, Gruhne, Schreiber         | Tyskland   | 5:53,56 | FA         |
| 4         | Vitasek, Dolecek, Hanak, Jirka             | Tjeckien   | 5:56,38 | FB         |
| 5         | Morgatjev, Fedorovtsev, Salov, Spinev      | Ryssland   | 5:59,56 | FB         |
| 6         | Lemiasjkevitj, Novikau, Sjurmei, Radzevitj | Belarus    | 6:06,80 | FB         |

#### Semifinal A/B 2
| Placering | Roddare                                   | Land      | Tid     | Noteringar |
| --------- | ----------------------------------------- | --------- | ------- | ---------- |
| 1         | Agamennoni, Venier, Galtarossa, Raineri   | Italien   | 5:51,20 | FA         |
| 2         | Hughes, Stitt, Schroeder, Gault           | USA       | 5:52,81 | FA         |
| 3         | Coeffic, Peltier, Bahain, Berrest         | Frankrike | 5:53,04 | FA         |
| 4         | Taimsoo, Latin, Kuzmin, Raja              | Estland   | 5:54,57 | FB         |
| 5         | Gryn, Pavlovskji, Lykov, Bilousjtjenko    | Ukraina   | 6:03,71 | FB         |
| 6         | Cascaret, Concepcion, Fournier, Hernandez | Kuba      | 6:04,99 | FB         |

### Final B
| Placering | Roddare                                    | Land     | Tid     | Noteringar |
| --------- | ------------------------------------------ | -------- | ------- | ---------- |
| 1         | Morgatjev, Fedorovtsev, Salov, Spinev      | Ryssland | 5:46,17 |            |
| 2         | Gryn, Pavlovskji, Lykov, Bilousjtjenko     | Ukraina  | 5:47,89 |            |
| 3         | Taimsoo, Latin, Kuzmin, Raja               | Estland  | 5:48,12 |            |
| 4         | Vitasek, Dolecek, Hanak, Jirka             | Tjeckien | 5:50,07 |            |
| 5         | Lemiasjkevitj, Novikau, Sjurmei, Radzevitj | Belarus  | 5:50,74 |            |
| 6         | Cascaret, Concepcion, Fournier, Hernandez  | Kuba     | 5:52,66 |            |

### Final A
| Placering | Roddare                                 | Land       | Tid     | Noteringar |
| --------- | --------------------------------------- | ---------- | ------- | ---------- |
|           | Wasielewski, Kolbowicz, Jelinski, Korol | Polen      | 5:41,33 |            |
|           | Agamennoni, Venier, Galtarossa, Raineri | Italien    | 5:43,57 |            |
|           | Coeffic, Peltier, Bahain, Berrest       | Frankrike  | 5:44,34 |            |
| 4         | Morgan, McRae, Long, Noonan             | Australien | 5:44,68 |            |
| 5         | Hughes, Stitt, Schroeder, Gault         | USA        | 5:47,64 |            |
| 6         | Krüger, Bertram, Gruhne, Schreiber      | Tyskland   | 5:50,96 |            |